# Брижит Коњовић
Брижит Коњовић (фр. Brigitte Konjovic, Париз, 1960), француска је мисица југословенског порекла. Брижит је проглашена Мис Париза 1977. и Мис Француске 1978. године након што је мис Каледоније одустала од титуле.

## Биографија
Брижит је рођена у Паризу од оца Србина и мајке Францускиње. Након навршене друге године, заједно са својим родитељима сели се у Калифорнију где остаје до своје 16. године. Након повратка у Париз, учествује на конкурсима за мис где је проглашена мисицом Довила, Париза, Ил де Франса и Мис Француске.

## Избор за Мис Француске
Избор за Мис Француске 1978. одржан је у Паризу. Паскал Тауруа, мисица Нове Каледоније, изабрана је за Мис Француске али је након само шест месеци одустала од титуле. Сходно томе, круна Мис Француске 1978. припала је њеној првој пратиљи, Брижити Коњовић. Она је уједно била и финалисткиња избора за Мис универзума 1979. године у Акапулку. Због здравствених проблема убрзо је морала да је замени и друга пратиља са Реуниона. Иако је предала своју титулу, до данас, Брижит Коњовић је и даље носилац титуле Мис Француске 1978. на наградној листи мисица.

## Приватни живот
Брижит је била у браку са Албертом Раиснером, славног француског музичара и телевизијског водитеља. Развели су се 1980. године. Имају двоје деце, Рикарда и Ремија. Мисица је  пореклом из породице српског сликара Милана Коњовића, пилота Димитрија Коњовића, музичара Петра Коњовића и кошаркаша Ђорђа Коњовића. Породица Коњовић је из Сомбора у Србији.